# Curtitoma violacea
Curtitoma violacea é uma espécie de gastrópode do gênero Curtitoma, pertencente à família Mangeliidae.